# Acrocera arizonensis
Acrocera arizonensis is een vliegensoort uit de familie van de spinvliegen (Acroceridae). De wetenschappelijke naam van de soort is voor het eerst geldig gepubliceerd in 1919 door Cole.